# Pseudapis albolobata
Pseudapis albolobata är en biart som först beskrevs av Cockerell 1911.  Pseudapis albolobata ingår i släktet Pseudapis och familjen vägbin. Inga underarter finns listade i Catalogue of Life.